# Princesse
Pour les articles homonymes, voir Princesse (homonymie).

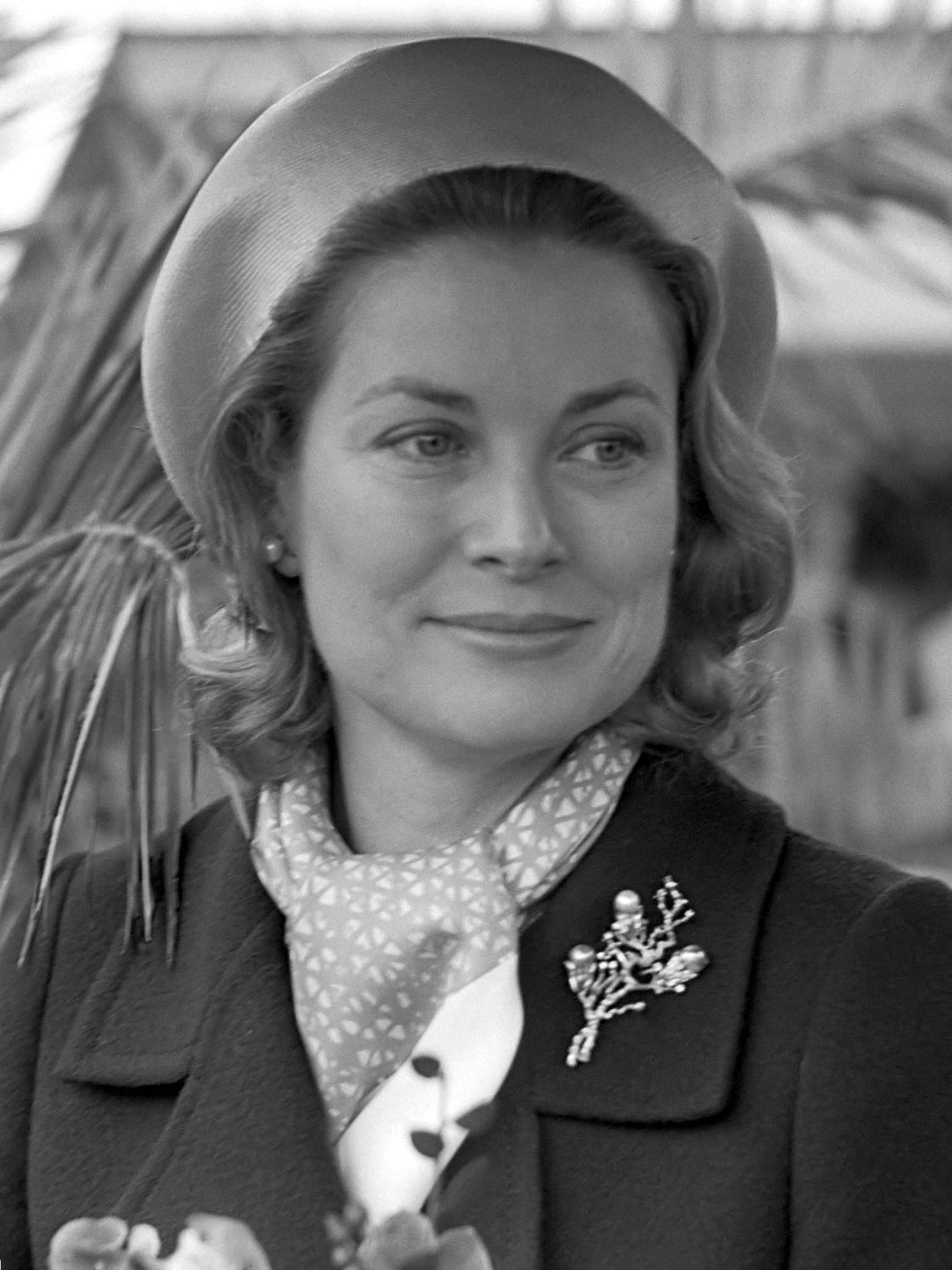
Grace Kelly, princesse consort de Monaco de 1956 à 1982.

Princesse est un titre attribué soit à l'épouse d'un prince, soit à la fille d'un roi ou d'un autre souverain régnant, soit à la souveraine d'une principauté. Il s'agit de l'équivalent féminin de prince (du latin princeps « premier », sous-entendu le premier des citoyens).

## En d’autres langues
- Allemand : Prinzessin
- Anglais : princess
- Italien : principessa
- Espagnol : princesa